# Рукопис, знайдений у Сарагосі
«Рукопис, знайдений у Сарагосі» (фр. «Manuscrit trouvé à Saragosse», пол. «Rękopis znaleziony w Saragossie») — незавершений франкомовний пригодницько-містичний роман польського аристократа Яна Потоцького. Перші розділи роману були опубліковані в 1797 році. У подальшому Потоцький, поступово дописуючи, публікував нові розділи аж до свого самогубства у 1815 р. Прижиттєві видання «Рукопису…» виходили анонімно.
Деякі частини оригінального франкомовного рукопису були втрачені до 1804 року, і лишилося тільки 45 частин з тодішніх 61. Та, на щастя, у 1847 році оригінальний «Рукопис…» був перекладений польською мовою (Едмунд Хоєцький), тому у всіх подальших виданнях книги (в тому числі й французькою мовою) переклад втрачених франкомовних оригінальних частин робився із відповідного польського видання.
Роман побудований за технікою міз-ан-абім, де одна історія розгортається всередині іншої, а та всередині іншої і т. д. Основу твору складає розповідь про 66 днів, упродовж яких іспанський офіцер Альфонс ван Вордене подорожував до Мадрида по горах. Після зустрічі з двома таємничими іноземками, Альфонс встряє в пригоди, де годі відрізнити сон від дійсності. Йому трапляються різні персонажі, котрі розповідають історії про незвичайні випадки за участю розбійників, авантюристів, інтриганів, чаклунів, нечистої сили. І ці історії переплітаються з подорожжю самого Альфонса.
Автор, створюючи по суті перший польський роман, вклав у нього складний і заплутаний зміст, який у тій чи іншій мірі пов'язаний з його власними блуканнями та роздумами. Це не означає, звичайно, що «Рукопис…» автобіографічний. Химерне поєднання переказу давньоєгипетських та юдейських вірувань з пустотливими епізодами в стилі «крутійського роману», опис придворних інтриг, витончена еротика, екзотичне тло подій, в складних перипетіях яких важко розібратись, — все це підпорядковано, очевидно, одній цілі, одній раціональній концепції, породженій болісними, але плідними філософськими пошуками Віку Просвітництва.

## Сюжет

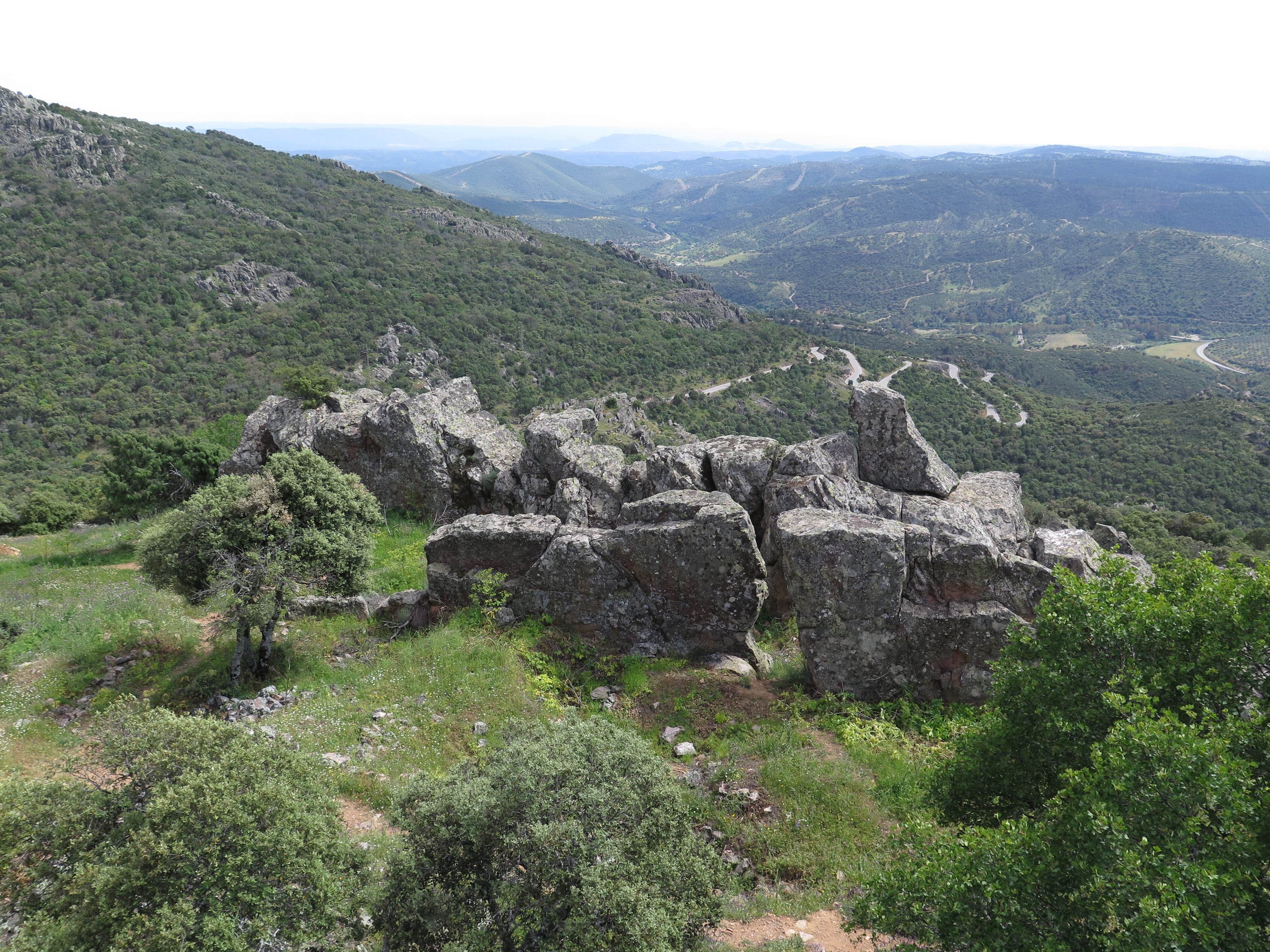
Гори, якими подорожував Альфонс

Оповідач, французький офіцер, описує як під час наполеонівської облоги Сарагоси він та інші офіцери знайшли в захопленій будівлі старовинний рукопис. Згодом оповідач потрапляє в полон до іспанців, але їхній капітан дізнається, що в рукописі описано долю його предка, тому дає прихисток оповідачеві. Пізніше він перекладає рукопис французькою, щоб повідати світові про незвичайні пригоди, описані там. У рукописі розповідається про іспанського офіцера часів війни за іспанську спадщину (1701—1714 роки) Альфонса ван Вордене, який упродовж 66 днів мандрував горами Сьєрра-Морени, намагаючись потрапити до свого полку в Мадриді.
На початку роману молодий Альфонс подорожує через гори, про які кажуть, що там діються таємничі й жахливі речі. Коли він зупиняється перепочити зі своїм слугою Лопесом біля річки, той дивним чином зникає. Альфонс дістається до корчми, що має вивіску з застереженням оминати це місце. Попри все, Альфонс вирішує заночувати там і знайомиться з двома чужоземками-маврами, сестрами Еміною та Зібельдою, що теж зупинились там на ніч і представляються його кузинами. Ці дві жінки спокушають Альфонса обіцянками продовжити їхній знатний рід, ставши шейхом в Тунісі, якщо той прийме іслам і візьме їх за дружин. Далі Альфонс дізнається історію їхнього роду, про предка Масуда Бен-Тахера, що захопив Ґранаду та правив нею. Наранок, після ночі з сестрами, він виявляє себе одного біля шибениці.
Продовживши шлях, Альфонс зустрічає самітного екзорциста й божевільного Пачеко. Екзорцист змушує божевільного розповісти хто він такий. Пачеко розказує як закохався в сестру своєї дружини Камілли, Ізенілью. На його подив, обидві погодились кохатися з ним, але наранок Пачеко виявив себе біля шибениці, де двоє мертв'яків накинулись на нього та ледве не з'їли. Екзорцист радить Альфонсу висповідатися та запитує чи не зупинявся він у корчмі. Альфонс розповідає хто він і звідки, та згадує як у його батька гостював теолог Іньїґо Велес, що мав книгу незвичайних оповідань про зустрічі різних негідників із примарами. Після кожного оповідання батько запитував у сина чи злякався б він, якби опинився на місці їх героїв.
Екзорциста відвідує вершник, який оголошує, що Альфонса розшукує інквізиція. Той погоджується піти далі з вершником. Він приводить Альфонса до замку, де того кидають до темниці та розпитують чи не зустрічав він двох іноземок. У замку виявляються і Еміна з Зібельдою, котрих погрожують катувати, щоб зізнатися в чаклунстві. Та тут до замку вривається їхній спільник Зото й визволяє обох, а також Альфонса.
Втікачі приєднуються до каравану, а Зото дорогою розповідає про себе: як він мав справи з піратами й розбійниками. Альфонс приймає частування, після чого отямлюється знову біля шибениці. Він зустрічає поряд кабаліста, з яким повертається до корчми, де виявляє реліквію, раніше викинуту сестрами в ущелину. Екзорцист знову допитується в Альфонса що було вночі та наказує Пачеко розповісти що той бачив. Пачеко описує як був свідком наче сам Сатана погрожував якомусь молодикові (яким напевне був Альфонсо) вбити його, якщо той не прийме іслам. Пачеко врятував молодика, та потім його почали мучити двоє повішених.
Кабаліст розповідає, що його звати Педро де Уседа та як він опинився тут після смерті батька. Він обіцяє вилікувати Пачеко завдяки своїм сумнівним, але, як запевняє, не диявольським знанням. Педро бере Альфонса до свого замку, щоб сховати від переслідування, де той знаходить книгу дивних оповідань. Вони описують історії кількох іноземців, які переходять одна в іншу. Паралельно Альфонс знайомиться з ватажком циган Пандесовною, табір якого зупинився неподалік, та дівчиною Ребеккою. Обоє розповідають історії зі свого минулого, де зустрілися з чаклунством і примарами. Від Ребекки Альфонс довідується, що Пачеко — це насправді Вічний Жид. Потім Альфонс знаходить біля шибениці геометра Веласкеса, якого приводить до замку. Всі ці дивні гості так чи інакше сприяють тому, аби кабаліст з допомогою Вічного Жида знайшов Еміну з Зібельдою.
Веласкес розповідає про свої колишні пригоди та об'єднується з кабалістом у пошуках Вічного Жида, що весь час вислизає від них. Вони подорожують з циганами, що займаються контрабандою, і щодня Альфонс слухає наступну частину історії Веласкеса чи Пандесовни, які щоразу обриваються на найцікавішому місці. Чи не кожна їхня оповідь веде до оповідей про другорядних персонажів, а ті — до інших оповідей про незвичайні історії кохання, ревнощів, позашлюбних дітей і придворні інтриги, час від часу перемежовуючись згадками про примар і витівки диявола. Веласкес доповнює ці розповіді коментарями про геометрію та інші науки.
Коли історія ватажка циган закінчується, він прощається з Альфонсом і каже піти в печеру. Спустившись під землю, Альфонс зустрічає дервіша, котрий приводить його до шейха. В шейхові Альфонс впізнає екзорциста, а супроводжують його Еміна та Зібельда. Шейх повідомляє, що ніч, проведена Альфонсом з його дочками має значні наслідки — вони зачали спадкоємців. Альфонс дізнається від шейха, що той належить до давнього та могутнього роду. Його предок Масуд якось знайшов цю печеру та розбагатів завдяки таємному видобутку золота. Шейх утворив союз із родів Єзидів у Лівані, Халилів у Єгипті й Бен-Азарів у Африці. Четвертий рід — це рід Альфонса, і його подорож була випробуванням чи гідний він продовжити його рід. Шейх дозволяє видобути в печері вдосталь золота, щоб продовжити його справу.
Врешті, зібравши чимало золота, 20 червня 1739 року Альфонс прибуває до Мадрида, знаходить корабель і ненадовго відпливає в Картахену, а потім повертається. Він купує маєтки, просувається по службі, та одного разу до нього приходять Еміна й Зібельда з дочкою, зачатою від Альфонса. Тоді Альфонс забирає дочку та охрещує її. Він стає намісником Сарагоси, описує свої пригоди та ховає рукопис під підлогою, щоб його відшукали нащадки.

## Жанр

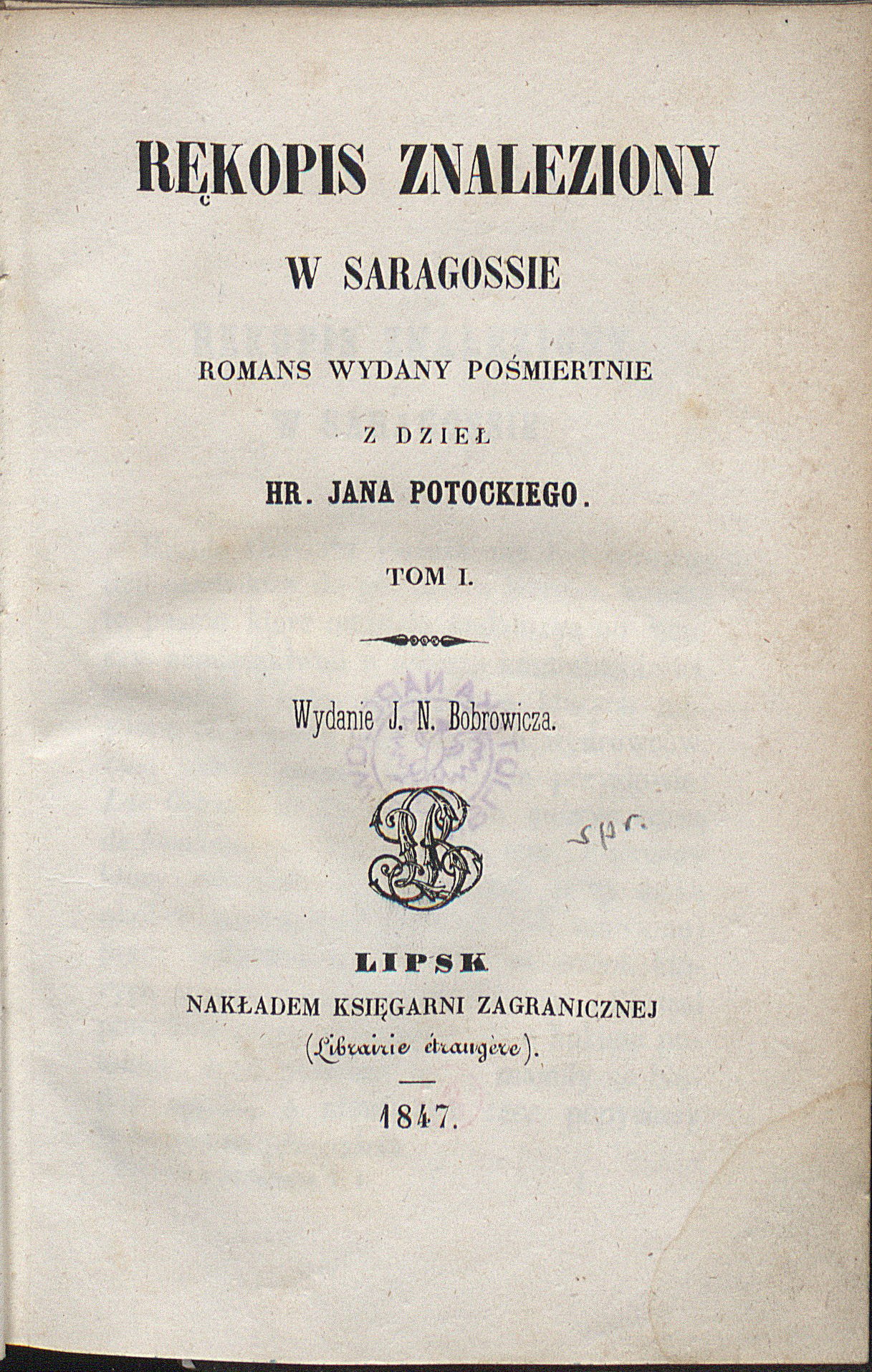
Авантитул книги (польською мовою) Rękopis znaleziony w Saragossie, 1847

У жанровому плані — роман доволі своєрідний та неоднорідний. В ньому можна знайти елементи авантюрного і готичного роману, а також творів, що застосовують техніку міз-ан-абім («сон уві сні», «картина в картині» і т. ін.) — іншим літературним твором, що містить у собі всі ці художні засоби є, наприклад, роман ірландця Чарльза Метурина «Мельмот-блукалець». Через використання «обрамленої історії» (і не одної) роман Потоцького часто порівнюють також із «Тисячею і однією ніччю» та «Декамероном».
Цветан Тодоров трактує «Рукопис…» як архетип фантастичного в літературі — жанру, збудованого на відсутності визначеності стосовно того, наскільки реально описані в книзі події. Альфонс, як і читач, постійно вагається між надприродним і раціональним поясненням того, що з ним відбувається: або сестри — бісівська мара, або це жінки з плоті й крові, які просто його розігрують.

Чи можливо, щоби два таких милих, чудових створіння були злими духами, звиклими — у різноманітних подобах — збиткуватися над смертними, або ж відьмами, або — що ще страшніше — вампірами?.. Досі я вважав, що зумію пояснити собі ці явища у звичайний спосіб, але тепер вже й сам не знав, чому вірити…

Ів Сіттон характеризував «Рукопис…» так: «…готичний роман, вільнодумна оповідь, філософський діалог, пародична метафікція, орієталістська казка, повчальна новела, а також генеалогічне дерево, перелік змісту енциклопедії, математична задача — усе це переплетено безліччю інтертекстових ігор …».

## Екранізація
- «Рукопис, знайдений у Сарагосі» (Польща, 1965)

## Український переклад
Українською мовою книжку видано 2015 року Літературною агенцією «Піраміда» (переклад з польської — Віктора Дмитрука).